# Rich Buckler
Pour les articles homonymes, voir Buckler.
Compléments
All-Star Squadron
Deathlok
Richard Buckler, connu parfois sous le nom de Rich Buckler, était un célèbre dessinateur, illustrateur et scénariste de comics américain. Il est né le 6 février 1949 à Détroit dans le Michigan. Il a créé plusieurs personnages célèbres tels que Deathlok et All-Star Squadron. Malheureusement, il est décédé le 19 mai 2017 des suites d'une longue maladie, dans le Bronx à New York.

## Publications

### DC comics
- Action Comics
- All-Star Squadron #1-5
- All-New Collectors Edition (Superman vs. Shazam!) #C-58 (1978)
- America vs. the Justice Society, miniseries, #1 (among other artists) (1985)
- Batman #265, 267, 329; (Robin) #239-242 (1972–80)
- Black Lightning (couvertures) …
- DC Comics Presents #12, 33-34, 45, 49, Annual #1 (1979–82)
- DC Special (Captain Comet) #27 (1977)
- DC Super Stars (Gorilla Grodd) #14 (1977)
- Detective Comics
- Flash (DC comics) #271-272 (1979)
- Hardware #10, 12 (1993–94)
- House of Mystery #199, 258 (1972–78)
- House of Secrets #90 (1971)
- Jonah Hex (Weird Western Tales)
- Justice League of America #188-191, 193, 210-212 (1981–83)
- Kobra #5 (1976)
- Kamandi
- Karate Kid
- New Gods #15 (1977)
- Omega Men #34 (1986)
- Secret Origin of Superman (Leaf Comic Book Candy) (1980)
- Secret Society of Super Villains #5-9 (1977)
- Star Hunters #4-7 (1978)
- Superboy, vol. 2, #9 (1980)
- Superman
- Superman's Girl Friend, Lois Lane
- Tales of the Teen Titans #51-54 (1985)
- Teen Titans
- Time Warp #1 (1979)
- The Unexpected
- Warlord #89-90, 97 (1985)
- Weird War Tales
- Wonder Woman
- World's Finest Comics

### Marvel
- Atlantis Attacks Omnibus (2011)
- Amazing Adventures (Killraven) #25 (1974)
- Amazing Spider-Man and Captain America: Dr. Doom's Revenge (distributed with a computer game by Paragon Software) (1989)
- Amazing Spider-Man: The Death of Jean DeWolff
- Astonishing Tales (Ka-Zar)
- Avengers
- Adventures on the Planet of the Apes
- Battlestar Galactica #6-7 (1979)
- Black Goliath #4 (1976)
- Black Knight, miniseries, #3-4 (1990)
- Black Panther, vol. 2, #36 (2001)
- Captain America #243, 355 (1980–89)
- Captain America: The Medusa Effect (along with M. C. Wyman) (1994)
- Conan The Barbarian #40 (1974)
- Daredevil #101 (1973)
- Doc Savage #8 (1974)
- Dracula Lives #1 (1973)
- Epic Illustrated #29 (1985)
- Fantastic Four #142–144, 147–153, 155–159, 161–163, 168–169, 171, 325, 329-335; Giant-Size #1, 3; Annual #22 (1974–89)
- Fear #11, 22 (1973–74)
- Freddy Krueger's A Nightmare on Elm Street, miniseries, #1-2 (along with Tony DeZuniga) (1989)
- Incredible Hulk Annual #11 (1982)
- Invaders #5 (1976)
- Iron Man #196-197 (1985)
- Journey into Mystery, vol. 2, #5 ()
- Jungle Action, vol. 2, (Black Panther) #6-8 (full pencils), 22 (avec Billy Graham) (1973–76)
- Luke Cage, Power Man #30 (1976)
- Marvel Comics Presents #24-31 (1989)
- Marvel Comics Super Special (Kiss) #1, 17 (among other artists) (1977–80)
- Marvel Spotlight (Deathlok) #33 (among other artists) (1977)
- Marvel Super-Heroes (X-Men) #6 (1991)
- Marvel Tales #242 (along with Mike Nasser) (1990)
- Marvel Team-Up (Spider-Man & Nightcrawler) #89 (along with Mike Nasser) (1980)
- Micronauts Annual #2 (along with Steve Ditko) (1980)
- New Mutants #76-77 (1989)
- Saga of The Original Human Torch, miniseries, #1-4 (1990)
- Saga of The Sub-Mariner, limited series, #1-12 (1988–89)
- Savage Sword of Conan #182 (1991)
- Spectacular Spider-Man #103, 107-111, 116-117, 119, 122; Annual #1, 10 (1979–90)
- Supernatural Thrillers #5 (1973)
- Tales of the Zombie #4 (1974)
- Thor #227-230 (1974)
- Vampire Tales #2-3, 5 (1973–74)
- What If? (Eternals) #24; (Thor) #25; (Namor) #29; (Spider-Man) #30 (1980–81)
- Where Monsters Dwell #15 (1972)
- X-Factor #50 (1990)

### Autres
- Creepy, Eerie(Warren Publishing)
- Hybrids: The Origin #3-4 (Continuity, 1993)
- Mighty Crusaders #1-7 (Archie, 1983–84)
- How to Draw Dynamic Comic Books (Solson)
- How to Become a Comic Book Artist (Solson)